# 月寒村
月寒村（つきさっぷむら）は、北海道石狩国札幌郡にかつて存在した村。

## 概要
札幌市の領域に、かつて存在した村である。
豊平区の月寒の全域のほか、西岡や福住や羊ケ丘の広い地域、清田区全域が含まれていた。

## 地名の由来
諸説あるが、アイヌ語の「チ・キサ・ㇷ゚」（ラテン文字表記：chi-kisa-p、「我々・こする・もの」の意）または
「トゥ・ケㇱ・サㇷ゚」（tu-kes-sap、「丘・の外れの・下り坂」の意）が転訛して「つきさっぷ」となった説が有力である。
読みは1943年（昭和18年）に現在のものに変更された。

## 領域
現在の札幌市豊平区の大部分
・月寒東・月寒西・月寒中央通・西岡・福住・羊ケ丘・美園の一部
現在の札幌市清田区全域
・清田・里塚・真栄・平岡・有明・滝野
現在の北広島市の大部分
1871年（明治4年）から1896年（明治28年）の「広島村」（現・北広島市）分離までである

## 沿革
- 1871年（明治4年） - 月寒村が発足する
- 1878年（明治11年） - 札幌市立月寒小学校の前身の月寒村教育所が開校する
- 1894年（明治27年） - 広島村（現・北広島市）が分離する
- 1896年（明治29年） - 大日本帝国陸軍独立歩兵第1大隊が、月寒村に転営する
- 1902年（明治35年）4月1日 - 豊平村、平岸村と合併し、 北海道二級町村制による豊平村（後の豊平町）の領域となる

## 関連人物
- 吉田善太郎

1861年（文久元年）岩手県生まれ。1871年（明治4年）頃より、月寒村の領域に住み始め、吉田農場や吉田用水、そして吉田牧場を興した。1916年（大正5年）死去。